# Mott Street
Pour les articles homonymes, voir Mott.
Mott Street est une rue de l'arrondissement de Manhattan à New York. 

## Situation et accès
Située dans les quartiers de Chinatown et Little Italy elle relie Chatham Square au sud à Bleecker Street au nord.
Elle est considérée comme la « rue principale » non officielle de Chinatown. 

## Origine du nom
La voie honore Joseph Mott, un boucher et propriétaire de taverne connu pour son soutien aux forces rebelles pendant la Révolution américaine.

## Historique
« Mott Street » existait dans sa configuration actuelle au milieu du 18e siècle, et à cette époque, la « rue Mott » passait juste à l’est de Collect Pond (en).
Auparavant connue sous le nom de « Old Street », ainsi que « Winne Street » pour la section entre Pell et Bleecker, la rue à pris son nom actuel à la fin du XVIIIe siècle.

## Bâtiments remarquables et lieux de mémoire

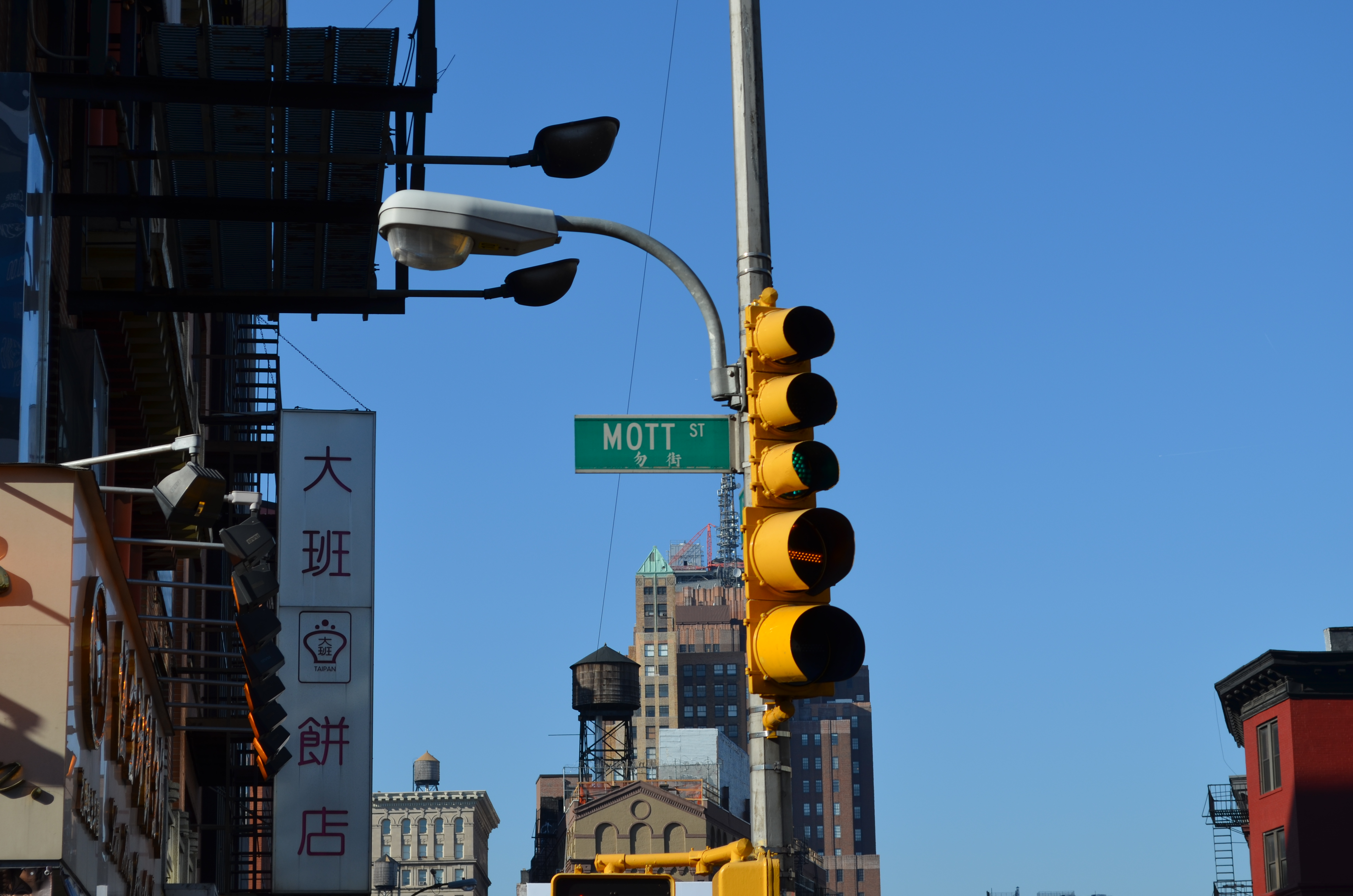
Panneau de la rue avec inscription en chinois.
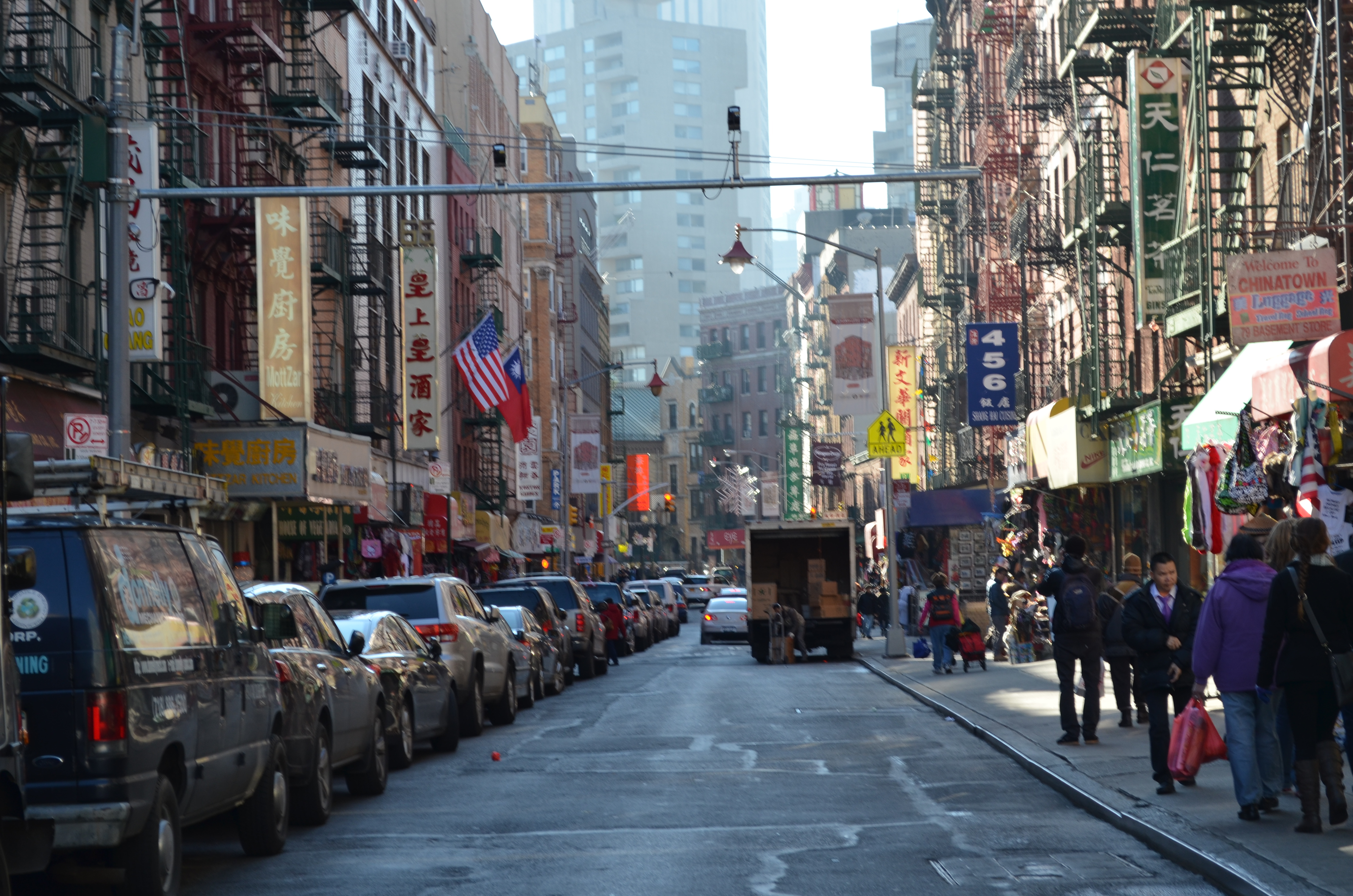
Boutiques chinoises à Mott Street en 2012.
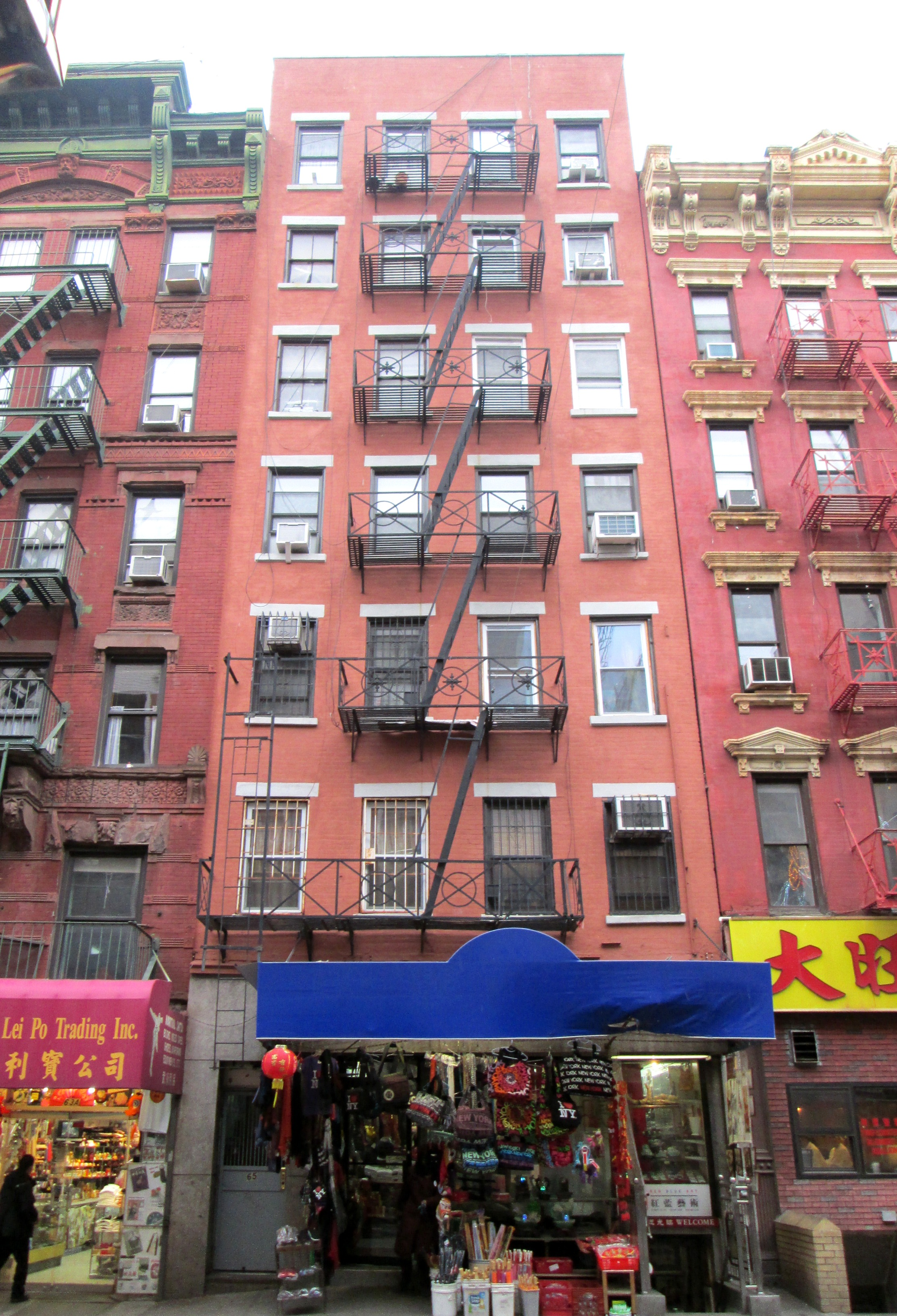
65 Mott Street.